# にがり
にがり（苦汁、滷汁）とは、海水からとれる塩化マグネシウムを主成分とする食品添加物。海水から塩を作る際にできる余剰なミネラル分を多く含む粉末または液体であり、主に伝統的製法において、豆乳を豆腐に変える凝固剤として使用される。

## 概要
海水に含まれている塩類は、塩化ナトリウムが大部分を占める。海水から食塩を生成する場合、塩化ナトリウムが先に結晶化するので、これをかき集めるなどして物理的に取り除いたのちに残る液体がにがりである。にがりの成分は、塩化マグネシウムが中心である。ほかにナトリウム、カリウムを含む。味は、主にマグネシウムイオンにより、文字通り苦い。
国内においては香川県三豊市の仁尾興産と兵庫県赤穂市の赤穂化成の2社が大半のシェアを持つ。

## 組成
イオン交換膜によって得られる物の1リットルあたりの大まかな組成は、以下のとおりである。
- 比重 1.264（30℃）
- 塩化マグネシウム 188.4g
- 塩化カリウム 56.4g
- 食塩 74.7g
- 塩化カルシウム 64.5g
- 臭素 10.6g
- 硫酸マグネシウム 微量

## 用途

### 食品
食品衛生法では、にがりは「粗製海水塩化マグネシウム」という名称で既存添加物名簿に収載されている。法律では食品に添加物を使用した際は基本的に名簿にある物質名で表記をすることになっているが、粗製海水マグネシウムは豆腐の凝固剤として使用した場合と、食用塩の原材料に使用した場合、粗製海水塩化マグネシウムの後に「（にがり）」と付記してもよいことになっている。豆腐の凝固剤としては、他にも焼石膏やグルコノデルタラクトンなどが使用されている。
太平洋戦争中の日本では、にがりは飛行機の製造（マグネシウム合金製造）に必要とされ軍の統制品となり、にがりの代用品としてすまし粉と呼ばれる石膏の粉（硫酸カルシウム）で豆腐を固める製法が普及した
 。
にがりは、煮物料理のアク抜き、また初乳や生乳を固めた「牛乳豆腐」を固める凝固剤にも用いられる。

### 運動場の整備
にがりまきを行うことで、砂ぼこりが舞うのを防ぐ防塵剤の効果があるとされる。

### 融雪剤
融雪剤として、雪道に散布される。塩（塩化ナトリウム）がマイナス20度の凝固点降下であるのに対して、塩化マグネシウムはマイナス30度、塩化カルシウムはマイナス50度まで凝固点を下げる効果を持つ。そのような効果がある一方、車を錆びさせる効果もあるため、車の洗浄や車体の下部を塗装するなどが行われる。

### その他
硫酸マグネシウム、塩化カリウム、臭素等の原料とされる。

#### CO2固定化
かん水及び苦汁中のカルシウムイオンにCO2を反応させ炭酸カルシウムを生成、沈殿させる。
実験の結果必要な水酸化ナトリウムの量が多すぎて採算が取れないとわかった。
ただ、それ以外にもかん水から炭酸カルシウムを予め除去することによりスケールの発生を抑制する効果が得られる。カルシウムイオン濃度は0.002 mol/Lまで低下する。このとき、必要な水酸化ナトリウムの量は塩水1Lあたり0.2 mol、固定化された二酸化炭素の量は、製造される塩1gあたり0.10gだった。

## 製法
天日採塩法で塩を得る場合、完全に水分を蒸発させると出来上がった塩にマグネシウム分が多く残って苦味が出てしまう。塩化マグネシウムは塩化ナトリウムより溶解度が高いので、塩化ナトリウムが析出した後で、かつマグネシウム分がすべて結晶化してしまう前のタイミングで塩を収穫する。収穫した塩は湿っているので、これを高床にした小屋に運び込むとマグネシウム分に富んだ水分がにがりとして床下にしたたり落ちる。日本では1972年にイオン交換膜法による製塩に切り替わるまで煎熬採塩法が広く行われていたが、この場合は鹹水を煮詰めて析出した塩を採った残りの液体としてにがりが得られる。なお、出来上がった塩にもマグネシウム分が含まれているので、これをカマスなどに詰めて置いておくとにがりがしたたり落ちてくる（塩化マグネシウムは塩化ナトリウムよりも水への溶解度が高く、潮解性があるので、吸湿して溶け出してくる）。にがり成分をしたたり出させる工程を「枯らし」といい、塩を2年、3年など長期間に渡って枯らした塩は珍重された。
にがりの成分は、製法やメーカーで大きく異なる実態がある。

## 健康への影響
にがりはマグネシウムを多く含むため、飲み過ぎると下痢などの消化器症状を起こすことがある。また高マグネシウム血症などの悪影響が出る場合があり、過剰摂取は危険である。2004年3月に神奈川県の知的障害者入居施設で、職員が女性入所者に誤ってにがりの原液400mlを飲ませたところ血管が詰まって危篤状態となり、翌4月に死亡する事件が起きた。
2004年5月30日に放映された『発掘!あるある大事典II』では「にがりダイエット」が放映されてから、にがりのダイエット効果が話題になっていたが、科学的根拠はなく、同番組を見て試した視聴者が下痢などの症状を訴えることが相次いだため、後に厚生労働省から警告が出された。
なお「第6次改定日本人の栄養所要量について」によると、マグネシウムの所要量は約320mg/日、マグネシウムの許容上限摂取量は約700mg/日である。
一方、赤穂化成は2021年に、にがりに含まれるマグネシウムが筋肉形成に与える効果を示した研究を発表するなど、大学などと連携しにがりの成分の研究を続けている。東京慈恵会医科大学の客員教授の横田は、マグネシウムが糖尿病や肥満のリスクを下げると指摘している。